# Donté Stallworth
Donté Lamar Stallworth (født 10. november 1980 i Sacramento, Californien) er en professionel amerikansk fodboldspiller fra USA. Han er pt. free agent, men har tidligere spillet en årrække i NFL. Han blev draftet af New Orleans Saints i første runde af 2002-draften. I sin første sæson greb han otte touchdowns.

## Klubber
- 2002-2005: New Orleans Saints
- 2006: Philadelphia Eagles
- 2007: New England Patriots
- 2008-2009: Cleveland Browns
- 2010: Baltimore Ravens
- 2011: Washington Redskins
- 2012: New England Patriots

## Eksterne Links
- Spillerprofil på Patriots' hjemmeside Arkiveret 6. oktober 2007 hos  Wayback Machine